# 羅賓遜米爾 (加利福尼亞州)
羅賓遜米爾（英語：Robinson Mill）是位於美國加利福尼亞州比尤特縣的一個人口普查指定地區。

## 地理
羅賓遜米爾的座標為39°29′42″N 121°19′15″W / 39.49500°N 121.32083°W，而該地最高點為海拔高度809米（即2654英尺）。

## 人口
根據2010年美國人口普查的數據，羅賓遜米爾的面積為3.411平方千米，當中陸地面積為3.411平方千米，而水域面積為0.000平方千米。當地共有人口80人，而人口密度為每平方千米23人。